# 조국기
조국기(1989년 3월 11일 ~ )은 대한민국의 남자 배구 선수이며, 안산 OK금융그룹 읏맨의 선수이다.

## 인천 대한항공 점보스시절
2011-2012 신인 드래프트에서 3라운드 5순위로 인천 대한항공 점보스에 입단하였으며, 2013-2014시즌을 앞두고 특별지명으로 안산 OK저축은행 러시앤캐시로 이적하였다.

## 안산 OK금융그룹 읏맨시절
2015-2016시즌이 끝난후 팀동료인 심경섭과 함께 상무에 지원하여 입대하였고, 2018년 1월에 제대하였다. 제대한후 백업리베로로 경기에 출장하고 있다. 2018-2019시즌에는 부용찬에 이어 제2리베로로 경기에 출장할 것으로 보여졌으나, 제1리베로로 경기에 출장하고 있다.